# Совхоз (платформа МЖД)
Совхо́з — остановочный пункт на Рязанском направлении Московской железной дороги в Раменском районе Московской области в 50 километрах от Казанского вокзала. Открыт в 1932 году, электрифицирован в 1958 году в составе участка Раменское — Рязань.
Останавливается большинство электропоездов. Без остановки проходят электропоезда «Москва — Рязань», в том числе экспрессы.
Остановочный пункт состоит из двух боковых платформ. Имеется билетная касса. Турникетов нет, есть валидаторы.
Ближайшие населённые пункты — деревни Сафоново, Литвиново, посёлок совхоза «Сафоновский», посёлок Дубовая роща Раменского района. Также близ станции находятся санаторий «Раменское» и с/т Моторовагонник, протекает река Гжелка.